# یوداگاناوا
یوداگاناوا (به لاتین: Yudaganawa) یک منطقهٔ مسکونی در سری‌لانکا است که در استان یووا واقع شده‌است.